# Spektroskopie energiových ztrát elektronů

Typické EEL spektrum s patrným zero loss peak, píkem obsahujícím všechny elektrony, které neztratily měřitelnou energii. V oblasti nízkých ztrát (tradičně do 50 eV) lze pozorovat např. plasmonové píky. Obrázek ukazuje i hranu vzniklou v důsledku excitace elektronů v hlubokých atomárních slupkách.

Spektroskopie energiových ztrát elektronů (EELS z anglického Eleectron Energy Loss Spectroscopy) je elektronově mikroskopická analytická technika, která k charakterizaci vzorku využívá měření ztráty kinetické energie elektronů procházejících vzorkem v transmisním elektronovém mikroskopu (TEM). EELS je využívána hlavně v materiálových vědách a v polovodičovém průmyslu.
Při interakci se vzorkem se některé elektrony nepružně rozptylují a předávají část své energie vzorku. Ve vzorku tak vznikají různé excitace jako např. fonony, mezipásové přechody, plazmony, excitace elektronů vnitřních slupek, nebo Čerenkovovo záření. Tyto excitace se ve spektru projevují zřetelným píkem. Studiem ztrátových spekter lze o vzorku zjistit mnoho informací. Např. píky vnitřních slupek se chovají jako „otisky prstů“ jednotlivých chemických prvků a s využitím EELS tak lze určit prvkové složení vzorku.